# Rifugio Chambeyron
Il rifugio Chambeyron (in francese réfuge du Chambeyron) è un rifugio alpino situato nelle Alpi Cozie francesi, ad una quota di 2626 m s.l.m.

## Caratteristiche
Sorge nella conca prativa del  lago dei Nove Colori, nell'alto  vallone di Chambeyron, in comune di Saint-Paul-sur-Ubaye (dipartimento Alpi dell'Alta Provenza, regione Provenza-Alpi-Costa Azzurra). È stato costruito per sostituire un altro rifugio già presente in loco, la capanna Jean Coste: si trattava di una costruzione in legno, risalente al 1927, che ancor oggi è visibile di fianco al nuovo rifugio.
Si tratta di una costruzione con una base in cemento armato ed un piano superiore in lamiera metallica. È aperto e gestito da metà giugno a metà settembre, oltre che, su prenotazione, ad aprile e nei fine settimana. In questo periodo dispone di 74 posti letto, ed offre servizio ristoro ed alberghetto. Nei restanti periodi è aperto il locale invernale, che dispone di 35 posti, ed offre materiale per cucina (pentolame, cucina a gas) e riscaldamento con stufa a carbone. È dotato di impianto elettrico alimentato da pannelli solari, sempre attivo.

## Accesso
Il sentiero d'accesso parte dalla frazione Fouillouse di Saint-Paul-sur-Ubaye. Da qui si risale per comodo sentiero seguendo le indicazioni, per circa 750 m di dislivello.
D'inverno l'accesso con gli sci segue di norma un altro percorso. Dall'ultimo centro abitato si sale in direzione del Colle del Vallonetto (verso Larche) fino ai fortini abbandonati della Plate Lombarde; si sale ancora per 1 km circa, poi a circa 2300 m di quota si passa in sinistra orografica e si risale il vallon des Aloupets. Si raggiunge il passo Couletta, da cui si scende in direzione del rifugio.

## Ascensioni
È un ottimo punto di appoggio per l'ascensione di tutte le vette del  gruppo dello Chambeyron, ed in particolare:
- Aiguille de Chambeyron - 3.412 m
- Tête de l'Homme - 3.202 m
- Tête de la Frema - 3.142 m
- Brec de Chambeyron - 3.389 m

Può anche essere utilizzato per ascensioni a Buc Nubiera, monte Baueria e Rocca Blancia provenendo dalla Francia, soprattutto nell'ambito del tour du Chambeyron.

## Traversate
- rifugio Campo Base a Chiappera

Il rifugio si trova sul percorso del tour du Chambeyron, percorso escursionistico che, partendo dal comune di Saint-Paul-sur-Ubaye, compie il periplo del Brec de Chambeyron passando per il lago dei nove colori, il colle Gippiera, il bivacco Barenghi, ed il col Nubiera.

### Cartografia
- Istituto Geografico Centrale - Carta dei sentieri 1:50.000 n.6 "Monviso" e n.7 "Valli Maira-Grana-Stura"
- Provincia di Cuneo - Comunità montana Valle Maira: Carta dei sentieri scala 1:25.000 Valle Maira